# Estricalla
Estricalla («estralls» en aragonès) és un grup del País Basc de música hardcore.

## Discografia
- Gimnasia Revolucionaria (Stop Control, 2009)
- Fuegos Olímpicos (Stop Control, 2011)
- Crass punk outsiders (compartit amb The Capaces, Bi batean Diskak, 2012)
- Triple asalto mortal (Stop Control, 2013)
- Hutsartea (Stop Control, 2015)
- Dramatik-thlon (Stop Control, 2016)[2]